# Григориат
Григориат (на гръцки: Μονή Οσίου Γρηγορίου) е един от 20-те православни манастира на Света гора, 17-и поред в манастирската йерархия. Намира се в югоизточната част на Атонския полуостров. В манастира живеят около 70 монаси.

## История
Манастирът е основан през XIV век от аскета Григорий Синаит, по името на когото манастирът получава и името си, и от неговия ученик Григорий Нови. Първоначално Григорий Синаит се подвизава на остров Крит, след което пристига в Света гора, и се заселва първоначално в скита Магула, а впоследствие в пещера, недалеч от мястото където е разположен манастира. Постепенно около него се събира монашеско братство. След като Григорий Синаит напуска Атон, неговият ученик Григорий Нови създава манастира който става известен впоследствие под името Григориат.
През 1500 г. Григориат е опустошен от пирати. Манастирът е възстановен от благочестивия монах Спиридон, с помощта и подкрепата на молдовските владетели Стефан Велики и Богдан ІІІ.
През 1761 г. манастирът е унищожен от голям пожар. Манастирът бил възстановен от монаха Йоаким Акарнанийски. Първоначално той заминава за Константинопол да събира средства, където случайно се среща със султана. Османският владетел се впечатлява от монаха и предоставя голяма сума за възстановяване на манастира. Връщайки се в Атон, Йоаким откупва с част от дарените от султана пари молдовски пленници. това предизвиква гнева на султана и Йоаким е принуден да избяга в Молдова. Там той продължава да събира средства. Манастирът е напълно възстановен през 1783 г. През 1840 г. манастирът става общежителен.
Две големи наводнения през 1820 и 1853 г. също разрушават част от манастирските сгради, които са възстановени по времето на игумен Симеон (1849 – 1905).
Главният храм на манастира е построен през XVIII век и носи името на Свети Никола.

## Ценности и реликви
Сред манастирските реликви са мощите на светците: Анастасия Римлянка, Кирик и Йолита, Козма и Дамян, главата на свети Григорий Назиански, главата на Фотина Самарянка и други.
В библиотеката на манастира се съхраняват 297 ръкописи (11 пергаментови) и 4000 печатни книги.